# Consejo departamental

Reparto de consejeros y presidentes departamentales según formaciones políticas
Péyi Guyane Asamblea de Guyana
PS
EELV
DVG
PRG
MoDem
LREM
Regionalistas
UDI
LR
DVD
Varios

Un Consejo departamental (del francés: Conseil départemental) es la asamblea deliberante de los departamentos franceses. Antes de las Elecciones departamentales de Francia de 2015 recibían el nombre de Conseil général.
Los miembros de un Consejo departamental se denominan Consejeros departamentales, y son elegidos por un mandato de 6 años a razón de un consejero por cantón. Ahora bien, no todos los cantones celebran elecciones al mismo tiempo, sino que se celebran por mitades cada 3 años. Así, cada 3 años, se renuevan parcialmente todos los consejos generales de Francia.
El escrutinio se hace siguiendo el mismo sistema que rige para las elecciones legislativas: mayoritario uninominal a dos vueltas. Para poder pasar a la segunda vuelta, hay que obtener el voto del 10% de los inscritos. Un candidato podrá salir elegido consejero general desde la primera vuelta si consigue la mayoría absoluta de los votos emitidos, y como mínimo el voto del 25% de los inscritos en el censo electoral.
Las principales atribuciones del consejo general son votar el presupuesto del departamento y escoger de entre sus miembros una comisión permanente, formada por un presidente y diversos vicepresidentes, que será el ejecutivo del departamento. El presidente es el líder de la administración departamental.
En 2021, 95 consejeros departamentales: uno por cada departamento, incluido Mayotte que es el más reciente, y salvo la Martinica, la Guayana y París. Estos consejos están constituidos por 4 058 consejeros. A estos consejos departamentales, conviene añadir el Consejo de París (que acumula las funciones de consejo municipal y de consejo departamental) y el consejo de la metrópolis de Lyon (con estatuto particular). Los consejos generales de Martinica y de Guayana dejan de existir el 18 de diciembre de 2015 (fecha en la que son sustituidas por las asambleas de Martinica y de Guayane). Otro tanto ocurre con los consejos departamentales de Córcega del Sur y Alta Córcega desde el 1 de enero de 2018, fecha de entrada en vigor de la Colectividad de Córcega así como de los consejos departamentales del Bajo Rin y del Alto Rin, sustituidas por la colectividad europea de Alsace el 1 de enero de 2021.

## Historia
La ley de 22 de diciembre de 1789 preveía la creación en cada departamento de una asamblea formada por 36 miembros electos: el Consejo de Departamento. Estos consejos serían suprimidos por la ley de 14 de frimario del año 2 (4 de diciembre de 1793).
Fueron restablecidos bajo la denominación de consejo general por la ley del 28 de pluvioso del año 8 (17 de febrero de 1800). Ahora bien, sus miembros —los consejeros generales— no eran elegidos en unas elecciones democráticas sino que eran nombrados por el gobierno. Este sistema se modificó en 1833, pasando a ser elegidos los consejeros generales mediante sufragio censatario. El sufragio universal no fue establecido hasta la aprobación de la ley del 3 de julio de 1848.
Inicialmente, el presidente de la asamblea se renovaba cada año. Posteriormente, la ley del 10 de agosto de 1871 estableció que el consejo general escogiera a su presidente después de cada celebración de elecciones cantonales. El nombre de consejo general se explica por el hecho de que el consejo general era, antes de la creación de los consejos regionales en 1982, la más alta asamblea local.
En 1970, Évelyne Baylet fue la primera mujer presidenta de un consejo general (Tarn y Garona). A partir de entonces, otras once mujeres accedieron a la cabeza de un consejo general.
En 1973, Jean Poirot, Consejero General del cantón de Corcieux, fundó la Unión de Consejeros Generales de Francia.
Hasta la ley de descentralización del 2 de marzo de 1982 (conocida como ley Defferre), el prefecto departamental era a la vez el representante del Estado en el departamento y el ejecutivo departamental, no teniendo entonces el presidente del consejo general otra tarea que la de presidencia de la asamblea departamental. Desde 1982, el presidente del consejo general es el órgano ejecutivo del departamento.
En 2008, una ley obliga a todos los candidatos a las elecciones cantonales a presentarse con un candidato suplente del sexo opuesto. El objetivo es entonces feminizar a los consejeros generales, que están mayoritariamente compuestos por hombres. Sin embargo, tras las elecciones de 2008, los hombres seguían representando el 87,7 % de los consejeros generales.
En 2015, los consejos generales se transformaron en consejos departamentales. Al mismo tiempo, se hizo integral la hasta ahora renovación trienal y se introdujo el voto binominal. La obligación derivada de la Ley III de Descentralización de 2013 de presentarse candidatos en dupla mujer-hombre, implica que luego de las elecciones de 2015, los consejos departamentales estén integrados por primera vez en un 50% por mujeres.

## Competencias
Las principales competencias de los consejos generales son:
- la acción social
- las carreteras departamentales y el transporte por autocar.
- los colegios (collèges), escuelas de nivel secundario en el sistema educativo francés.
- la cultura (archivos departamentales y biblioteca departamental de préstamo).

La ley de 13 de agosto de 2004 relativa a las libertades y responsabilidades locales ha transferido a los consejos generales nuevas competencias en materia de:
- vías públicas: gestión de las carreteras nacionales.
- acción social: ayuda a la gente mayor y a la juventud.
- vivienda: gestión del fondo de solidaridad para la vivienda y del fondo de ayuda a la energía.
- educación: contratación del personal de administración y servicios.
- cultura: transferencia de parte del patrimonio del Estado.

## Lista de los consejos departamentales
| Código | Nombre                           | Región administrativa     |
| ------ | -------------------------------- | ------------------------- |
| 01     | Ain                              | Auvernia-Ródano-Alpes     |
| 02     | Aisne                            | Alta Francia              |
| 03     | Allier                           | Auvernia-Ródano-Alpes     |
| 04     | Alpes de Alta Provenza           | Provenza-Alpes-Costa Azul |
| 05     | Altos Alpes                      | Provenza-Alpes-Costa Azul |
| 06     | Alpes Marítimos                  | Provenza-Alpes-Costa Azul |
| 07     | Ardèche                          | Auvernia-Ródano-Alpes     |
| 08     | Ardenas                          | Gran Este                 |
| 09     | Ariège                           | Occitania                 |
| 10     | Aube                             | Gran Este                 |
| 11     | Aude                             | Occitania                 |
| 12     | Aveiron                          | Occitania                 |
| 13     | Bouches-du-Rhône                 | Provenza-Alpes-Costa Azul |
| 14     | Calvados                         | Normandia                 |
| 15     | Cantal                           | Auvernia-Ródano-Alpes     |
| 16     | Charente                         | Nueva Aquitania           |
| 17     | Charente-Maritime                | Nueva Aquitania           |
| 18     | Cher                             | Centro-Val del Loira      |
| 19     | Corrèze                          | Nueva Aquitania           |
| 21     | Côte-d'Or                        | Borgoña-Franco Condado    |
| 22     | Côtes-d'Armor                    | Bretaña                   |
| 23     | Creuse                           | Nueva Aquitania           |
| 24     | Dordoña                          | Nueva Aquitania           |
| 25     | Doubs                            | Borgoña-Franco Condado    |
| 26     | Drôme                            | Auvernia-Ródano-Alpes     |
| 27     | Eure                             | Normandia                 |
| 28     | Eure-et-Loir                     | Centro-Val del Loira      |
| 29     | Finistère                        | Bretaña                   |
| 30     | Gard                             | Occitania                 |
| 31     | Haute-Garonne                    | Occitania                 |
| 32     | Gers                             | Occitania                 |
| 33     | Gironda                          | Nueva Aquitania           |
| 34     | Hérault                          | Occitania                 |
| 35     | Ille-et-Vilaine                  | Bretaña                   |
| 36     | Indre                            | Centro-Val del Loira      |
| 37     | Indre-et-Loire                   | Centro-Val del Loira      |
| 38     | Isère                            | Auvernia-Ródano-Alpes     |
| 39     | Jura                             | Borgoña-Franco Condado    |
| 40     | Landas                           | Nueva Aquitania           |
| 41     | Loir-et-Cher                     | Centro-Val del Loira      |
| 42     | Loire                            | Auvernia-Ródano-Alpes     |
| 43     | Haute-Loire                      | Auvernia-Ródano-Alpes     |
| 44     | Loire-Atlantique                 | Países del Loira          |
| 45     | Loiret                           | Centro-Val del Loira      |
| 46     | Lot                              | Occitania                 |
| 47     | Lot-et-Garonne                   | Nueva Aquitania           |
| 48     | Lozère                           | Occitania                 |
| 49     | Maine-et-Loire                   | Países del Loira          |
| 50     | Manche                           | Normandia                 |
| 51     | Marne                            | Gran Este                 |
| 52     | Haute-Marne                      | Gran Este                 |
| 53     | Mayenne                          | Países del Loira          |
| 54     | Meurthe-et-Moselle               | Gran Este                 |
| 55     | Meuse                            | Gran Este                 |
| 56     | Morbihan                         | Bretaña                   |
| 57     | Moselle                          | Gran Este                 |
| 58     | Nièvre                           | Borgoña-Franco Condado    |
| 59     | Nord                             | Alta Francia              |
| 60     | Oise                             | Alta Francia              |
| 61     | Orne                             | Normandia                 |
| 62     | Pas-de-Calais                    | Alta Francia              |
| 63     | Puy-de-Dôme                      | Auvernia-Ródano-Alpes     |
| 64     | Pyrénées-Atlantiques             | Nueva Aquitania           |
| 65     | Hautes-Pyrénées                  | Occitania                 |
| 66     | Pyrénées-Orientales              | Occitania                 |
| 6AE    | Collectivité européenne d'Alsace | Gran Este                 |
| 69D    | Rhône                            | Auvernia-Ródano-Alpes     |
| 70     | Haute-Saône                      | Borgoña-Franco Condado    |
| 71     | Saône-et-Loire                   | Bourgogne-Franche-Comté   |
| 72     | Sarthe                           | Países del Loira          |
| 73     | Savoie                           | Auvernia-Ródano-Alpes     |
| 74     | Haute-Savoie                     | Auvernia-Ródano-Alpes     |
| 76     | Seine-Maritime                   | Normandia                 |
| 77     | Seine-et-Marne                   | Isla de Francia           |
| 78     | Yvelines                         | Isla de Francia           |
| 79     | Deux-Sèvres                      | Nueva Aquitania           |
| 80     | Somme                            | Alta Francia              |
| 81     | Tarn                             | Occitania                 |
| 82     | Tarn-et-Garonne                  | Occitania                 |
| 83     | Var                              | Provenza-Alpes-Costa Azul |
| 84     | Vaucluse                         | Provenza-Alpes-Costa Azul |
| 85     | Vendée                           | Países del Loira          |
| 86     | Vienne                           | Nueva Aquitania           |
| 87     | Haute-Vienne                     | Nueva Aquitania           |
| 88     | Vosges                           | Gran Este                 |
| 89     | Yonne                            | Borgoña-Franco Condado    |
| 90     | Territoire de Belfort            | Borgoña-Franco Condado    |
| 91     | Essonne                          | Isla de Francia           |
| 92     | Hauts-de-Seine                   | Isla de Francia           |
| 93     | Seine-Saint-Denis                | Isla de Francia           |
| 94     | Val-de-Marne                     | Isla de Francia           |
| 95     | Val-d'Oise                       | Isla de Francia           |
| 971    | Guadalupe                        | Guadalupe                 |
| 974    | La Réunion                       | La Réunion                |
| 976    | Mayotte                          | Mayotte                   |